# 鲁德勒布勒亚格县
鲁德勒布勒亚格县是印度北部北阿坎德邦的一个县，面积2439 km²，县治位于鲁德勒布勒亚格。该县属于北阿坎德邦下辖的两个专区之一的加瓦尔专区，北接北卡什县，
东接杰莫利县毗邻，南临包里加瓦尔县，西接特赫里加瓦尔县。
2011年印度人口普查证实，该县是北阿坎德邦13个县中人口最少的县。

## 建县简史
鲁德勒布勒亚格县成立于1997年9月16日，由杰莫利县、特赫里加瓦尔县及包里加瓦尔县各一部合并组成。
曼达基尼河是该县最主要的河流。国际知名的印度教湿婆神寺庙凯达尔纳特寺位于该县的凯达尔纳特镇。

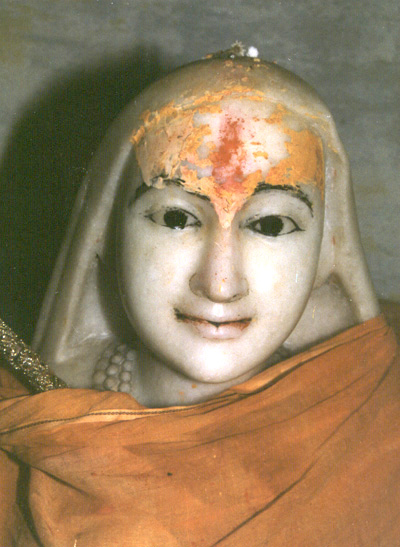
凯达尔纳特的商羯罗塑像

## 人文
据2011年人口普查 ，鲁德勒布勒亚格县有人口236,857,，与瓦努阿图大致相等 。 人口密度为 每平方公里119人。人口增长率(2001-2011)为4.14%. ，男女性别比为1000:1120,识字率82.09%。 

## 主要印度教圣地和寺庙
- 凯达尔纳特寺
- Tungnath寺
- Madhyamaheshwar寺
- 乌基默特寺
- 卡利默特寺
- Koteshwar Mahadev寺
- Umra Narayan寺
- Dhari Devi (北阿坎德)
- Triyuginarayan 寺
- Haryali Devi
- Nari Devi

## 主要城镇与村庄
- Andarwari
- 鲁德勒布勒亚格
- Sumerpur
- Uthind
- Pola
- Maikoti
- Darmola
- Sann 村
- Biron Dewal 村
- Darmwari
- Benji 村
- Syund 村
- Triyuginarayan村
- Guptakashi
- Gaurikund
- Kamera
- Syund
- Dholsari
- Jaggi Kandai 村
- Bainji Kandai Dashjula 村
- JARMWAR Dashjula 村
- Dangi
- 乌基默特
- gaurikund村
- paldwari村
- KYARK村
- Tilwara村
- kamera村
- Maikoti
- Nagrasu
- °Ratura
- Kalna村
- kokhandi村
- Phalasi 村
- Chond 村
- Bhatwari 村
- jakhwadi bangar
- Jakholi
- Basukedar